# Hemipenis

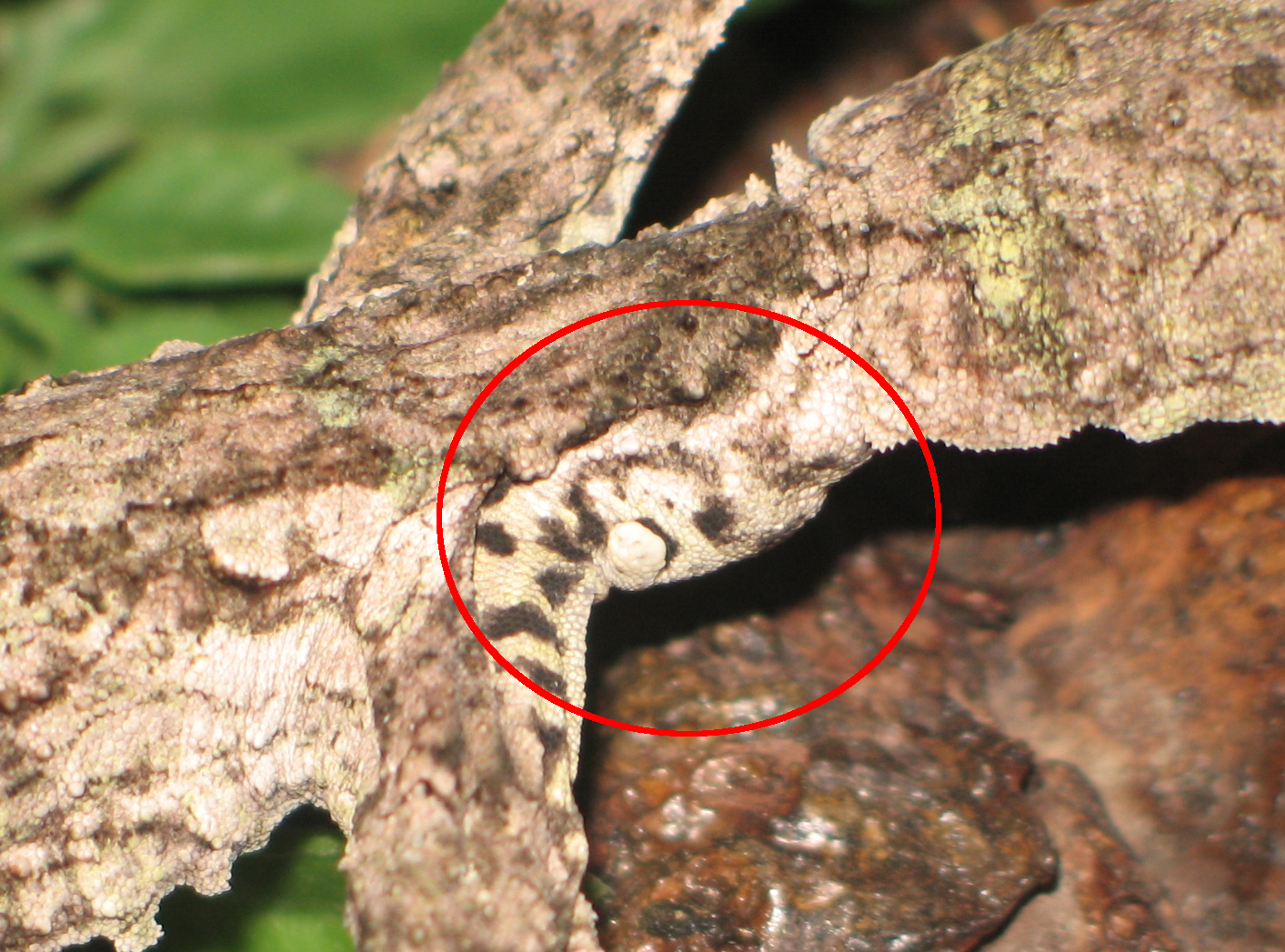
Lage des Hemipenis bei Uroplatus sikorae, einem Blattschwanzgecko. Die Position an der Schwanzwurzel ist rot markiert. (Anmerkung: Der Schwanz zeigt nach rechts.)

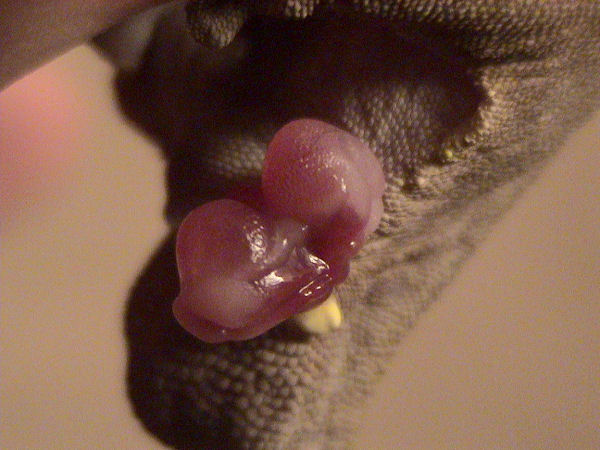
Hemipenis des Kronengeckos (Rhacodactylus ciliatus)

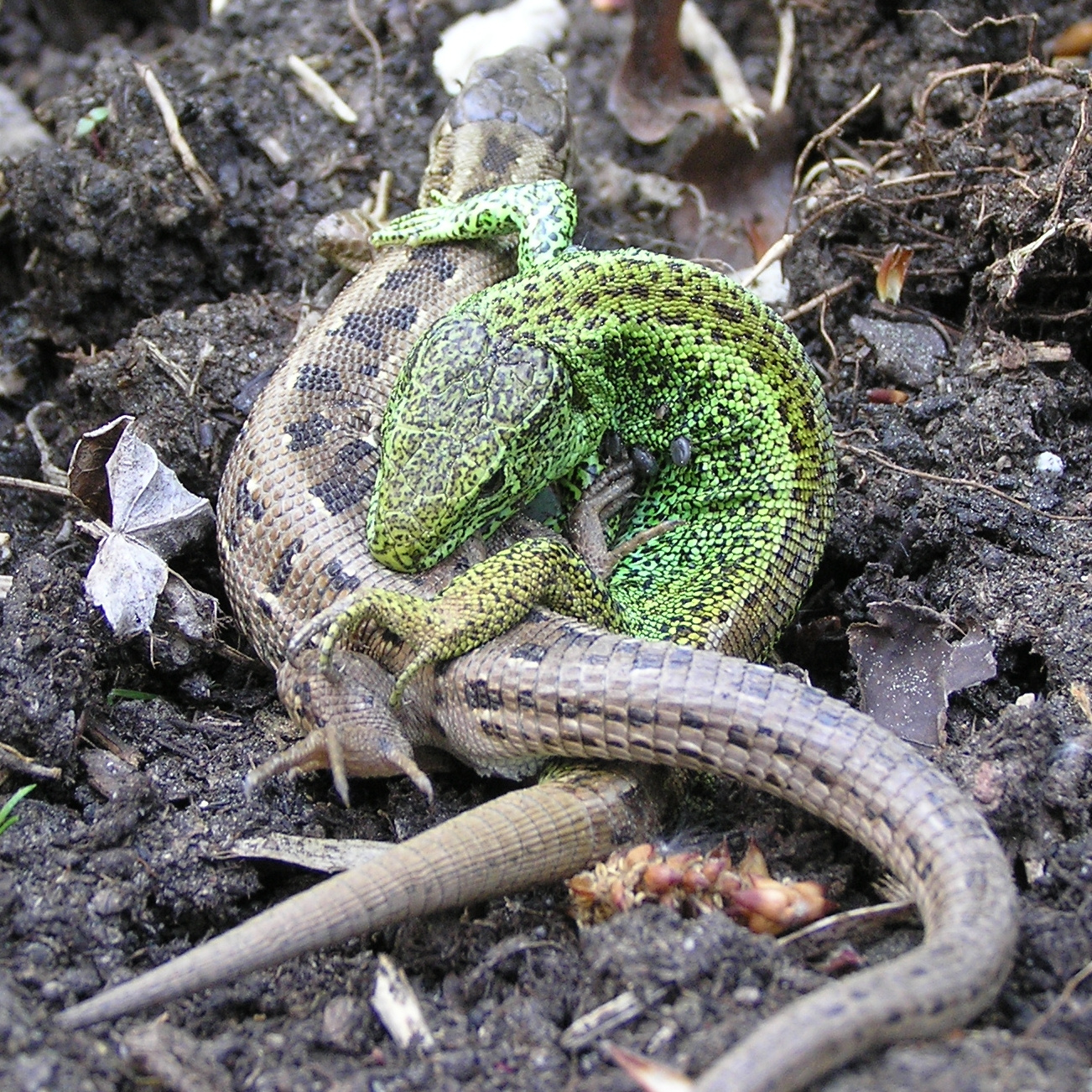
Zauneidechsen (Lacerta agilis) bei der Paarung; das Männchen (grün) kopuliert von der Seite und fixiert das Weibchen mit einem Biss

Als Hemipenis (altgriechisch ἥμι- hḗmi-, deutsch ‚halb-‘; Plural Hemipenes) bezeichnet man das männliche Begattungsorgan bei den Schuppenkriechtieren. Bei diesen befindet sich seitlich der Kloake eine paarige, ausstülpbare Tasche mit je einem oft durch dornartige Hautverknöcherungen stacheligen Hemipenis. Andere Reptilien wie Schildkröten, Brückenechsen und Krokodile verfügen nicht über diese paarigen Begattungsorgane, deshalb werden sie als Autapomorphie der Schuppenkriechtiere gewertet.

## Morphologie
Der Hemipenis ist eine Einstülpung in der Kloakenwand auf beiden Seiten der Schwanzwurzel, die zur Kopulation ausgestülpt wird. Artabhängig ist der Hemipenis kolbenförmig bis sehr tief gegabelt, je nach der Struktur der Kloake des Weibchens. Manchmal gibt es komplexe Faltenstrukturen, die als Calyces und Paryphasmen bezeichnet werden. Die Calyces sind klein und einzellig, die Paryphasmen hingegen permanent vorhanden und oft sehr groß. Hinzu kommen Stacheln, die teilweise verhornt oder bei den Schlangen sogar verkalkt sein können. An der Innenseite des Hemipenis befindet sich eine Rinne, der Sulcus spermaticus, in der bei der Kopulation die Spermien in die weibliche Kloake geleitet werden.
Eine Besonderheit des Hemipenis der Warane ist, dass er am Ende mit dem Hemibaculum (analog zum Penisknochen mancher Säugetiere) eine verknöcherte Struktur besitzt. Der Nutzen dieser Verknöcherung ist nicht geklärt, man nimmt einen noch nicht näher definierten Vorteil in der biologischen Fitness durch diese Strukturen an.

## Funktion und Einsatz bei der Kopulation
Da Männchen der Schuppenkriechtiere bei der Kopulation nicht wie etwa Säugetiere vollständig auf das Weibchen aufsteigen, sondern sich seitlich anschmiegen, wird immer nur der Hemipenis bei der Begattung eingesetzt, der auf der zum Weibchen weisenden Seite liegt. Selbst wenn einer der beiden Hemipenes verloren geht, ist das Tier noch kopulationsfähig.
Die Ausstülpung erfolgt in zwei Phasen: Mittels Muskulatur wird der Hemipenis ausgestülpt und in die Kloake des Weibchens eingeführt, daraufhin wird der Hemipenis mit Blut und Lymphe aufgefüllt und weiter ausgestülpt und gefestigt, bis er prall ist. Bei der Ejakulation läuft das Sperma durch die Spermarinne auf der Innenseite des Hemipenis in die weibliche Kloake. Nach der Kopulation zieht ein weit in den Schwanz reichender Rückziehmuskel den Hemipenis in die Schwanzwurzel und somit in die Ruhelage zurück. Bei Arten mit der Fähigkeit der Autotomie reicht der Muskel bis zum ersten Schwanzwirbel mit Autotomienaht, da das Tier ansonsten nach Abwerfen des Schwanzes kopulationsunfähig wäre und das Risiko eines Hemipenisvorfalles bestünde (siehe unten).

## Erkrankungen des Hemipenis

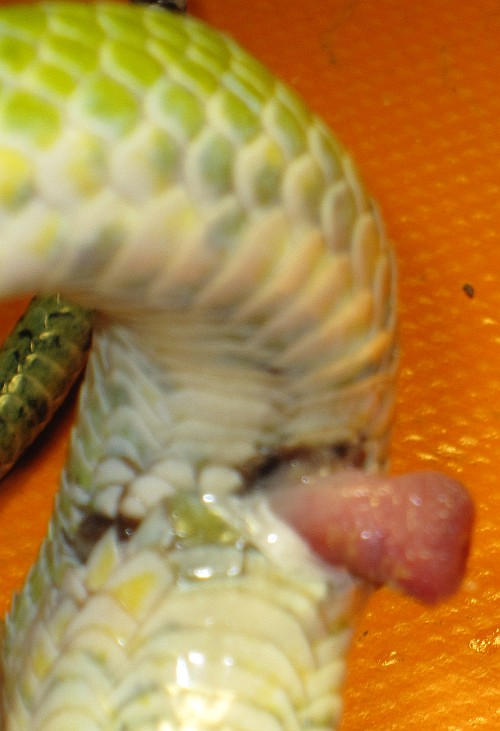
Hemipenisvorfall bei einem Grünen Baumpython

Eine der häufigsten Erkrankungen des Hemipenis ist der so genannte Hemipenisvorfall. Der Hemipenis ist bei einem solchen Vorfall ohne Zusammenhang mit einer Kopulation ausgestülpt und kann infolge einer Einschnürung durch die Kloakenöffnung nicht eingezogen werden. Hierbei besteht die Gefahr der Austrocknung und der Nekrose des Organes. Bei der Behandlung wird versucht, den Hemipenis zurückzuverlagern, beim Scheitern dieser Maßnahme wird der Hemipenis meist amputiert. Die Begattungsfähigkeit des Tieres bleibt durch den anderen Hemipenis erhalten. Die Ursache dieser Erkrankung kann das Resultat eines entzündlichen Prozesses oder einer Verletzung sein. Bei Schlangen kommt es häufig zu einem Hemipenisvorfall, wenn sich ein Männchen paaren will, die Partnerin flieht und das männliche Tier am Geschlechtsorgan hinter sich her zieht. Durch Dehnungen, Drehungen oder ähnliche Beschädigungen hierbei kann der Hemipenis nicht zurückgezogen werden und vertrocknet.
Neben dem Vorfall des Hemipenis ist die Verstopfung der Hauttaschen, in denen die Organe liegen, durch abgeschilferte Epithelzellen beschrieben. Dieser Pfropfen kann die normale sexuelle Funktion behindern. Die Behandlung besteht in der manuellen Entfernung des Pfropfens.
An den Hemipenes treten nicht selten Überbleibsel vorangegangener Häutungen auf (Hemipenisexuvien). Dabei reißt die abgestoßene Haut am Kloakenring ab und der alte Hautüberzug des Hemipenis wird nicht abgestreift, so dass mehrere Hautlagen auftreten können.

## Hemiclitoris
Weibchen der Schuppenkriechtiere besitzen homologe Strukturen in Form der so genannten Hemiclitoris. Diese entsprechen den Hemipenes im Aufbau vollständig, einschließlich der Spermarinne sowie des Hemibaculus bei den Waranen, sind gegenüber diesen jedoch im Regelfall deutlich kleiner ausgebildet, bei einigen Arten können die Hemiclitores allerdings ähnliche Ausmaße annehmen wie ihre männlichen Entsprechungen. Über die Funktion dieser Organe ist fast nichts bekannt, ein Einsatz während der Kopulation erfolgt nicht.

## Geschlechtsbestimmung durch Sondierung des Hemipenis
Da Reptilien oftmals keine deutlichen äußeren Geschlechtsmerkmale aufweisen, gehört die Sondierung der Geschlechtsorgane zur häufigsten Geschlechtsbestimmungsmethode bei Schuppenkriechtieren. Hierbei wird mit einer Sonde die Kloake der Exemplare untersucht. Wenn die Sonde tief eindringt (bei Schlangen beispielsweise etwa sieben Schuppenreihen), handelt es sich um ein Männchen, bei geringer Eindringtiefe (bei Schlangen etwa drei Schuppen) handelt es sich um ein Weibchen. Allerdings besteht bei dieser Methode eine Chance der Verfälschung der Ergebnisse: Einerseits kann der Hemipenis des Männchens sich stark verspannen oder einen Spermapfropf aufweisen, wodurch das Tier für ein Weibchen gehalten wird, andererseits kann bei Weibchen das Gewebe durchstochen werden, somit wird es für ein Männchen gehalten.

## Hemipenes in der Taxonomie
Neben ihrer Rolle als kennzeichnendes Merkmal der Schuppenkriechtiere spielen die Hemipenes vor allem in der Beschreibung und Differenzierung der Arten eine große Rolle. Durch ihre artspezifische Form kann man sie eindeutig bestimmten Arten zuordnen und entsprechend als Bestimmungsmerkmal nutzen. Bei Museums- und Sammlungsexemplaren werden aus diesem Grund die Hemipenes vor der Präparation ausgestülpt.